# Деян Георгієвський
Деян Георгієвський (мак. Дејан Георгиевски, нар. 8 травня 1999) — македонський тхеквондист, срібний призер Олімпійських ігор 2020 року.

## Виступи на Олімпіадах
| Олімпіада  | Дисципліна  | Місце |
| ---------- | ----------- | ----- |
| Токіо 2020 | понад 80 кг | 2     |

## Зовнішні посилання
- Деян Георгієвський [Архівовано 9 липня 2021 у Wayback Machine.] на сайті taekwondodata.com.